# Asse
Asse és un municipi belga de la província de Brabant Flamenc a la regió de Flandes. Està compost per les seccions de Asse, Bekkerzeel, Kobbegem, Mollem, Relegem i Zellik. Limita amb els municipis d'Affligem, Dilbeek, Merchtem, Opwijk, Ternat i Wemmel.

## Evolució demogràfica
- Font:NIS
- 1977: annexió de Bekkerzeel, Kobbegem, Mollem, Relegem i Zellik